# Raggruppamento per la Cultura e la Democrazia
Il Raggruppamento per la Cultura e la Democrazia (in francese: Rassemblement pour la Culture et la Démocratie; in berbero: Agraw i Yidles d Tugdut; in arabo: التجمع من أجل الثقافة والديمقراطية) è un partito politico algerino.
È stato fondato nel 1989 da Saïd Sadi.

## Risultati
| Elezione          | Voti       | %          | Seggi      |
| ----------------- | ---------- | ---------- | ---------- |
| Parlamentari 1991 | 200.267    | 2,9        | 0 / 231    |
| Parlamentari 1997 | 442.271    | 4,21       | 19 / 380   |
| Parlamentari 2007 | 185.616    | 3,24       | 19 / 389   |
| Parlamentari 2017 | 65.841     | 1,02       | 9 / 462    |
| Parlamentari 2021 | Boicottate | Boicottate | Boicottate |